# Liste der Kulturdenkmale in Molsdorf
Die Liste der Kulturdenkmale in Molsdorf enthält die Kulturdenkmale des Ortsteils Molsdorf der thüringischen Landeshauptstadt Erfurt, die vom Thüringischen Landesamt für Denkmalpflege und Archäologie als Bau- und Kunstdenkmale auf dem Gebiet der Stadt mit Stand vom 20. März 2014 erfasst wurden.

## Legende
- Bild: zeigt ein Bild des Kulturdenkmals und gegebenenfalls einen Link zu weiteren Fotos des Kulturdenkmals im Medienarchiv Wikimedia Commons
- Bezeichnung: Name, Bezeichnung oder die Art des Kulturdenkmals
- Lage: Wenn vorhanden Straßenname und Hausnummer des Kulturdenkmals; Grundsortierung der Liste erfolgt nach dieser Adresse. Der Link Karte führt zu verschiedenen Kartendarstellungen und nennt die Koordinaten des Kulturdenkmals.
 Kartenansicht, um Koordinaten zu setzen – in dieser Kartenansicht sind Kulturdenkmale ohne Koordinaten mit einem roten bzw. orangen Marker dargestellt und können in der Karte gesetzt werden. Kulturdenkmale ohne Bild sind mit einem blauen bzw. roten Marker gekennzeichnet, Kulturdenkmale mit Bild mit einem grünen bzw. orangen Marker.
- Datierung: gibt das Jahr der Fertigstellung beziehungsweise das Datum der Erstnennung oder den Zeitraum der Errichtung an
- Beschreibung: bauliche und geschichtliche Einzelheiten des Kulturdenkmals, vorzugsweise die Denkmaleigenschaften
- ID: Die ID identifiziert das Kulturdenkmal eindeutig. In Thüringen sind aktuell keine IDs veröffentlicht. In der ID-Spalte kann sich auch folgendes Icon  befinden, dies führt zu Angaben zu diesem Kulturdenkmal bei Wikidata.

## Liste der Kulturdenkmale in Molsdorf
| Bild                           | Bezeichnung               | Lage                                      | Datierung       | Beschreibung | ID |
| ------------------------------ | ------------------------- | ----------------------------------------- | --------------- | --- | -- |
| weitere Bilder Fotos hochladen | Marienthalbrücke          | (Karte)                                   | 1751/52         | Die über die Apfelstädt führende Marienthalbrücke wurde in den Jahren 1751/52 errichtet. Anm.: Die Brücke liegt noch auf dem Gebiet von Nesse-Apfelstädt, OT Ingersleben.; einzelnes Kulturdenkmal |    |
| BW                             | Wohnhaus                  | Geragasse 2 (Karte)                       |                 | einzelnes Kulturdenkmal |    |
| Fotos hochladen                | Brunnen                   | Graf-Gotter-Straße bei Hausnr. 34 (Karte) |                 | einzelnes Kulturdenkmal |    |
| weitere Bilder Fotos hochladen | Wirtschaftsgebäude        | Graf-Gotter-Straße 36 (Karte)             |                 | Sachgesamtheit Schloss Molsdorf |    |
| weitere Bilder Fotos hochladen | Wirtschaftsgebäude        | Graf-Gotter-Straße 38 (Karte)             |                 | Sachgesamtheit Schloss Molsdorf |    |
| Fotos hochladen                | Einfriedung mit Tor       | Marienthalstraße o. Nr. (Karte)           |                 | Die Einfriedung und das Tor des alten Friedhofs; einzelnes Kulturdenkmal |    |
| weitere Bilder Fotos hochladen | Gasthaus                  | Marienthalstraße 5 (Karte)                |                 | einzelnes Kulturdenkmal |    |
| weitere Bilder Fotos hochladen |                           | Schloßplatz 3 (Karte)                     |                 | Sachgesamtheit Schloss Molsdorf |    |
| weitere Bilder Fotos hochladen |                           | Schloßplatz 4 (Karte)                     |                 | Sachgesamtheit Schloss Molsdorf |    |
| weitere Bilder Fotos hochladen |                           | Schloßplatz 5 (Karte)                     |                 | Sachgesamtheit Schloss Molsdorf |    |
| weitere Bilder Fotos hochladen | Ehrenhof                  | Schloßplatz 6 (Karte)                     |                 | Sachgesamtheit Schloss Molsdorf |    |
| weitere Bilder Fotos hochladen | Schloss Molsdorf          | Schloßplatz 6 (Karte)                     | 16. Jahrhundert | einzelnes Kulturdenkmal; Sachgesamtheit Schloss Molsdorf |    |
| weitere Bilder Fotos hochladen | Schlosspark               | Schloßplatz 6 (Karte)                     |                 | einzelnes Kulturdenkmal; Sachgesamtheit Schloss Molsdorf |    |
| weitere Bilder Fotos hochladen | St. Trinitatis (Molsdorf) | Kirche St. Trinitatis (Karte)             |                 | einzelnes Kulturdenkmal; Sachgesamtheit Schloss Molsdorf |    |
| BW                             | Kirchhof                  | Schloßplatz (Karte)                       |                 | einzelnes Kulturdenkmal; Sachgesamtheit Schloss Molsdorf |    |
| weitere Bilder Fotos hochladen | Wohnhaus                  | Triftgasse 18 (Karte)                     |                 | einzelnes Kulturdenkmal |    |
| weitere Bilder Fotos hochladen | Hofmauer mit Tor          | Triftgasse 18 (Karte)                     |                 | einzelnes Kulturdenkmal |    |
| weitere Bilder Fotos hochladen | Wirtschaftgebäude         | Wellerhofweg 2 (Karte)                    |                 | Sachgesamtheit Schloss Molsdorf |    |